# Scrophularia mapienensis
Scrophularia mapienensis är en flenörtsväxtart som beskrevs av Tsoong. Scrophularia mapienensis ingår i släktet flenörter, och familjen flenörtsväxter. Inga underarter finns listade i Catalogue of Life.